# LAMPS
LAMPS (англ. Light Airborne Multi-Purpose System, легкая воздушная многоцелевая система, индекс AN/SRQ-4) –  комплекс технических средств производства США, позволяющих интегрировать вертолёт в систему противолодочной обороны надводного корабля. Разработан и производился компанией Lucas Aerospace Communications and Electronics, Inc. и Lucas Epsco Inc. по контракту на сумму $62 млн.
Основу системы составляют:
- Противолодочный вертолёт, оснащённый погружаемой ГАС, гидроакустическими буями и детектором магнитных аномалий, а также передатчиком сигналов на базовый корабль;
- Сигнальный процессор AN/SQQ-28 устанавливаемый на корабле-носителе, который обрабатывает сигналы, поступающие с детекторов, и передаёт полученные данные корабельным боевым системам.

Используются вертолёты следующих типов:
- SH-2 Seasprite (LAMPS Mk I, снята с вооружения)
- SH-60 Seahawk (LAMPS Mk III)

## Носители
- Ракетные крейсера типа «Тикондерога»
- Эскадренные миноносцы типа «Арли Бёрк»
- Фрегаты типа «Оливер Хазард Перри»